# لانس بف
لانس بف هو دراج كندي، ولد في 1919 في أوشاوا في كندا، وتوفي في 26 ديسمبر 1999.

## وصلات خارجية
- لانس بف على موقع أرشيف الدراجات (الإنجليزية)
- لانس بف على موقع إحصائيات الدراجات الإحترافية (الإنجليزية)
- لانس بف على موقع أوليمبيديا (الإنجليزية)